# Caccobius lateralis
Caccobius lateralis är en skalbaggsart som beskrevs av D'orbigny 1905. Caccobius lateralis ingår i släktet Caccobius och familjen bladhorningar. Inga underarter finns listade.